# Ptychotricos fenestrifer
Ptychotricos fenestrifer är en fjärilsart som beskrevs av Hans Zerny 1931. Ptychotricos fenestrifer ingår i släktet Ptychotricos och familjen björnspinnare. Inga underarter finns listade.